# Catoxyethira mouensis
Catoxyethira mouensis är en nattsländeart som beskrevs av Francois-Marie Gibon 1993. Catoxyethira mouensis ingår i släktet Catoxyethira och familjen smånattsländor. Inga underarter finns listade i Catalogue of Life.